# Impacto ambiental da agricultura
O impacto ambiental da agricultura é o efeito que as diferentes práticas agrícolas têm nos ecossistemas que as rodeiam e como esses efeitos podem ser atribuídos a essas práticas. O impacto ambiental da agricultura varia amplamente com base nas práticas utilizadas pelos agricultores e na escala da prática. As comunidades agrícolas que tentam reduzir os impactos ambientais através da modificação das suas práticas adotarão práticas agrícolas sustentáveis. O impacto negativo da agricultura é uma questão antiga que continua a ser uma preocupação, mesmo quando os especialistas concebem meios inovadores para reduzir a destruição e aumentar a ecoeficiência. Embora parte da pastorícia seja ambientalmente positiva, as práticas modernas de pecuária tendem a ser mais destrutivas do ponto de vista ambiental do que as práticas agrícolas centradas em frutas, vegetais e outras biomassas. As emissões de amônia provenientes de resíduos de gado continuam a levantar preocupações sobre a poluição ambiental.
Ao avaliar o impacto ambiental, os especialistas utilizam dois tipos de indicadores: "baseado nos meios", que se baseia nos métodos de produção do agricultor, e "baseado no efeito", que é o impacto que os métodos agrícolas têm no sistema agrícola ou nas emissões para o ambiente. Um exemplo de indicador baseado em meios seria a qualidade das águas subterrâneas, que é afetada pela quantidade de azoto aplicada ao solo. Um indicador que refletisse a perda de nitratos para as águas subterrâneas seria baseado nos efeitos. A avaliação baseada nos meios analisa as práticas agrícolas dos agricultores, e a avaliação baseada nos efeitos considera os efeitos reais do sistema agrícola. Por exemplo, a análise baseada nos meios poderia considerar os pesticidas e os métodos de fertilização que os agricultores utilizam, e a análise baseada nos efeitos consideraria a quantidade de CO2 emitida ou qual é o teor de azoto do solo.
O impacto ambiental da agricultura envolve impactos sobre uma variedade de fatores diferentes: o solo, a água, o ar, a variedade animal e do solo, as pessoas, as plantas e os próprios alimentos. A agricultura contribui para uma série de questões ambientais maiores que causam degradação ambiental, incluindo: mudanças climáticas, desmatamento, perda de biodiversidade, zonas mortas, engenharia genética, problemas de irrigação, poluentes, degradação do solo e resíduos. Devido à importância da agricultura para os sistemas sociais e ambientais globais, a comunidade internacional comprometeu-se a aumentar a sustentabilidade da produção de alimentos como parte do Objetivo de Desenvolvimento Sustentável 2: “Acabar com a fome, alcançar a segurança alimentar, melhorando a nutrição, e promover a agricultura sustentável". O relatório "Fazendo as Pazes com a Natureza" de 2021 do Programa das Nações Unidas para o Meio Ambiente destacou a agricultura como um motor e uma indústria sob ameaça da degradação ambiental.

## Pela prática agrícola

### Pecuária
A pecuária, de acordo com um relatório publicado em 2006 pela Organização das Nações Unidas para a Agricultura e a Alimentação (FAO), é "uma das duas ou três maiores contribuintes para os mais graves problemas ambientais, em todos os níveis, do local ao global", incluindo problemas de degradação do solo, mudanças climáticas e poluição do ar, poluição e esgotamento da água e perda de biodiversidade. Deste modo, mudanças nos hábitos alimentares que envolvam a redução do consumo de carne ou mesmo a adoção de dietas vegetarianas seriam estratégias possíveis para se combater o aquecimento global.
O termo pecuária (tomado como tradução do inglês livestock sector) se refere, conjuntamente, às atividades de criação bovina de corte e leiteira, avicultura, suinicultura, pesca, etc. É utilizado aqui o conceito de pegada ecológica, ou seja, também está contabilizado o impacto de atividades subjacentes à pecuária, tais como cultivo de ração, transporte de animais e criação de pastagens.

### Irrigação
O impacto ambiental da irrigação está relacionado às mudanças na quantidade e qualidade do solo e da água como resultado da irrigação e os efeitos subsequentes nas condições naturais e sociais nas bacias hidrográficas e a jusante de um esquema de irrigação. Os efeitos decorrem das condições hidrológicas alteradas causadas pela instalação e operação do esquema de irrigação.

### Pesticidas
Os impactos ambientais dos pesticidas são o conjunto de impactos consequentes do uso de pesticidas. As conseqüências não intencionais dos pesticidas são uma das principais causas do impacto negativo da agricultura industrial moderna no meio ambiente. Os pesticidas, por serem produtos químicos tóxicos destinados a matar espécies de pragas, podem afetar espécies não-alvo, como plantas, animais e humanos. Mais de 98% dos inseticidas pulverizados e 95% dos herbicidas chegam a um destino diferente de suas espécies-alvo, porque são pulverizados ou espalhados por campos agrícolas inteiros. Outros agroquímicos, como fertilizantes, também podem ter efeitos negativos no meio ambiente.
Os efeitos negativos dos pesticidas não são apenas na área de aplicação. O escoamento e a deriva de pesticidas podem transportar pesticidas para ambientes aquáticos distantes ou outros campos, áreas de pastagem e assentamentos humanos. Outros problemas emergem das más práticas de produção, transporte, armazenamento e descarte. Com o tempo, a aplicação repetida de pesticidas aumenta a resistência das pragas, enquanto seus efeitos em outras espécies podem facilitar o ressurgimento da praga. Alternativas ao uso intensivo de agrotóxicos, como o manejo integrado de pragas, e técnicas de agricultura sustentável, como a policultura, atenuam essas consequências, sem a aplicação de produtos químicos tóxicos nocivos.

### Plásticos
Plasticultura é a prática de utilização de materiais plásticos em aplicações agrícolas. Os próprios materiais plásticos são frequentemente e amplamente referidos como "plásticos agrícolas". Os plásticos agrícolas para plasticultura incluem filme de fumigação de solo, fita/tubo de irrigação, cordão plástico para embalagem de plantas, vasos de viveiro e fardos, mas o termo é mais frequentemente usado para descrever todos os tipos de coberturas plásticas de plantas/solo. Essas coberturas variam desde filme plástico, coberturas de fileiras, túneis altos e baixos (politúneis) até estufas de plástico.